# Ipari kender
A kender, vagy ipari kender, a Cannabis sativa fajták botanikai osztályába tartozó növény, amelyet kifejezetten ipari és fogyasztási célra termesztenek. Széleskörű termékek előállítására használható. A bambusszal együtt a kender a Föld egyik leggyorsabban növekvő növénye. Ez volt az egyik első növény, amelyet 50 000 évvel ezelőtt felhasználható rosttá fontak. Különféle kereskedelmi cikkekké finomítható, beleértve a papírt, kötél, textíliákat, ruházatot, biológiailag lebomló műanyagokat, festéket, szigetelést, bioüzemanyagot, élelmiszert és állati takarmányt.
Bár az I. kemotípusú kannabisz és a kender (II, III, IV, V típusok) egyaránt Cannabis sativa, és a tetrahidrokannabinol (THC) pszichoaktív komponenst tartalmazzák, különálló fajtacsoportokat képviselnek, jellemzően egyedi fitokémiai összetétellel és felhasználási móddal. A kenderben jellemzően alacsonyabb a teljes THC-koncentráció, és magasabb lehet a kannabidiol (CBD) koncentrációja, ami potenciálisan enyhíti a THC pszichoaktív hatásait. A kender legalitása országonként nagymértékben változik. Néhány kormány szabályozza a THC koncentrációját, és csak a különösen alacsony THC-tartalmú kender kereskedelmi termelését engedélyezi.